# Кананян, Гарри
Гари Кананян или Гари Гананян (порт. Gary Gananian ) —— бразильский режиссёр, сценарист и продюсер армянского происхождения

## Биография
В 2012 году вместе со своим братом Сезаром снимает фильм «Армянская рапсодия». Последний позже был представлен на международных кинофестивалях «Золотой абрикос 2012» и «Гранат 2012», где стал победителем в ряде номинаций.

## Фильмография
Режиссёр
- 2012 — Армянская рапсодия

Сценарист
- 2012 — Армянская рапсодия

## Награды
за фильм Армянская рапсодия
- 2012 — Гран-при в номинации «Армянская панорама» за лучший документальный фильм на Ереванском международном кинофестивале «Золотой абрикос 2012»
- 2012 — Приз Британского совета на Ереванском международном кинофестивале «Золотой абрикос 2012»
- 2012 — Гран-при за лучший документальный фильм на международном кинофестивале в Торонто «Гранат 2012»